# Иоанн Прислопский
Преподобный Иоанн Прислопский (около 1540 — около 1605). Он оставил родительский дом и подвизался в монашеской общине Прислопа, со временем стал игуменом.
В 1585 году был избран митрополитом Трансильвании (20 марта).

## Житие
После нескольких лет монашества преподобный Иоанн стал затворником. В 500 м от монастыря на скалистом и крутом берегу реки Сливуц он выдолбил себе келью в скале, известную по сей день как «келья или дом святого». Здесь он провёл остаток жизни в бдении и молитве, подражая древним отшельникам, и умер в молодом возрасте. Местное народное предание гласит: когда он выдалбливал себе окошко, два охотника на другом берегу пропасти выстрелили, не зная в кого стреляют, и убили его. Местные православные христиане почитали Иоанна Прислопского ещё при жизни. О его благочестивом образе жизни стало известно в Валахии, откуда прибыло несколько монахов, которые попросили у родных тело святого, после чего отнесли в один из местных монастырей. Предание это было известно ещё со второй половины XVIII века из хроники «Плач святого Силвашского монастыря из епархии Хацег, из Прислопа», написанной в стихах иеромонахом по имени Ефрем.
Келья Иоанна Прислопского является местом паломничества.
Святой Синод Румынской православной церкви официально канонизировал святого Иоанна 20 июня 1992 года, и празднуется день его памяти 13 сентября (27 сентября по старому стилю).